# Paederia ciliata
Paederia ciliata är en måreväxtart som först beskrevs av Friedrich Gottlieb Bartling och Dc., och fick sitt nu gällande namn av Paul Carpenter Standley. Paederia ciliata ingår i släktet Paederia och familjen måreväxter. Inga underarter finns listade i Catalogue of Life.